# Bellanca TES

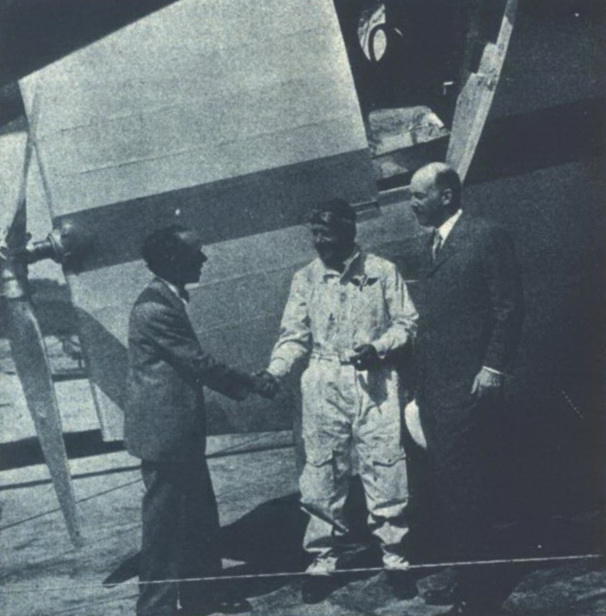
Konstruktér G.M.Bellanca (vlevo) s pilotem Shirley J. Shortem a panem J. L. Houghtelingem u letadla.

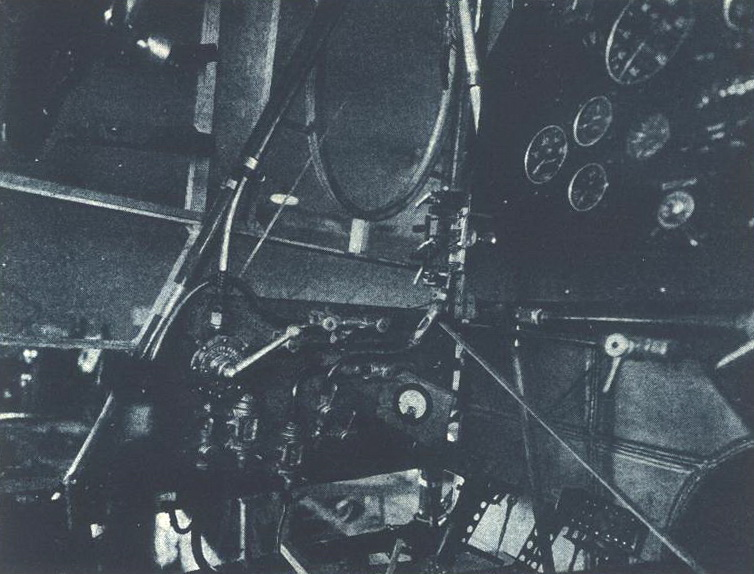
Pohled do kabiny letadla.

Bellanca TES byl americký experimentální letoun. Jeho konstruktérem byl Giuseppe Mario Bellanca. Zkratka TES znamenala Tandem Experimental Sesquiplane – tandemový experimentální jedenapůlplošník. imatrikulace letadla byla NR855E.

## Historie
Původně byl letoun určen pro soutěž o cenu 25 000 $ za let Seattle – Tokio bez mezipřistání.
První verze používala dva hvězdicové motory Pratt & Whitney R-1340 Wasp 425 KS na přídi letounu. Jeden motor poháněl dvoulistou tažnou vrtuli vpředu, druhý motor poháněl pomocí hřídele, která procházela celým trupem, tlačnou třílistou vrtuli vzadu. Pilotem byl Shirley J. Short, zkušený poštovní letec a držitel Harmon Trophy z roku 1926. Předlokládalo se, že letoun dokáže za 100 hodin nepřetržitého letu uletět až 15 000 km. Letoun měl nádrže pro 2200 galonů (jiný údaj uvádí 8 550 litrů) paliva.
V roce 1930 byl letoun přestavěn pro list Chicago Daily News a pojmenován The Blue Streak (Modrý pruh). Byl vybaven novými motory Curtiss Conqueror 600 KS a kovovými třílistými vrtulemi. Dále byly přidány dvě svislé ocasní plochy.

## Zánik
Letoun byl zničen při havárii dne 26. května 1931, když během letu praskla vlivevm vibrací hnací hřídel tlačné vrtule. Celá posádka – pilot Shirley J. Short, druhý pilot Richard K. Peck, radista Louis Rice a mechanik Robert W. Gormley – zahynula.

## Specifikace

### Technické údaje
- Osádka: 1–4
- Délka: 13,46 m (vlastní trup letadla 7,62 m)
- Rozpětí: 25,35 m
- Nosná plocha: asi 85 m²
- Hmotnost (prázdný): 3 170 kg
- Hmotnost (naložen): 9 500 kg

### Pohonná jednotka
- Verze 1929: 2× Pratt & Whitney R-1340 Wasp
  - Výkon motoru: 425 ks (317 kW),
- Verze 1930: 2× Curtiss V-1570 Conqueror
  - Výkon motoru: 660 ks (492 kW),

### Výkony (s motory Pratt & Whitney Wasp)
- Maximální rychlost: 240 km/h
- Dolet: 5 000 až 15 000 km
- Délka letu: až 100 hodin